# کارلوس گیلبرت
کارلوس گیلبرت (انگلیسی: Carlos Gilbert؛ زادهٔ ۱۶ آوریل ۱۹۹۹) بازیکن فوتبال است.

## زندگی حرفه‌ای
گیلبرت در بارسلون، کاتالونیا به دنیا آمد و در دوران جوانی در باشگاه‌ سنتفلیونس، باشگاه زیر ۱۸ ساله بارسلون و اسپانیول بازی کرده بود.